# Radio ROKS
Radio ROKS — украинская сетевая музыкально-информационная радиостанция, которая вещает в Киеве и 26 городах страны. Также ведёт онлайн-вещание в Интернете.
Основа музыкального формата — классический зарубежный рок 70-80-х годов. В 2009 году радиохолдинг «ТАВР Медиа» стал собственником радиостанции и произвел перезапуск её формата. Целевая аудитория Radio ROKS — мужчины в возрасте 25-60 лет.

## Эфир
Программы: выпуски новостей, утреннее шоу КАМТУГЕЗА, музыкальные рубрики и проекты («Рок-уикенд», «Рок-концерт», «Рок-цитата», «Made in Rock», «Рок-персона», «Новый рок»).
Преобладающую часть эфира — до 80 % — занимает музыка. В 2009 году в вечернем эфире появился диджей, которым сейчас является Илья Ярема (до 2017 года Сергей Зенин). На радиостанции транслируется несколько программ. С 2010 года в эфире радиостанции появилось утреннее развлекательное шоу «КАМТУГЕЗА». Авторами и постоянными ведущими шоу является Сергей Кузин и Соня Сотник. Данный проект является одним из популярных радио-шоу. Программа идёт с семи до десяти утра каждый будний день. С 1 сентября 2014 года шоу начинается трансляцией рок-версии гимна Украины в исполнении Никиты Рубченко. В рубрике «Жертва Рока» каждый слушатель имеет возможность проверить знания ведущего Сергея Кузина по истории рок-музыки. В рубрике «Краш-тест» слушателям даётся возможность угадать известный рок-хит, в изменённой обработке.
Также в эфире радиостанции имеется авторские передачи: «Рок-уикенд», — каждые полчаса в выходные ротируется песня определённого исполнителя или тематики (история и жанры рок-музыки, рок-баллады разных времен, кавер-версии известных рок-хитов, рок обработки поп-шлягеров) с комментариями ведущего; «рок-цитата» — каждый час на радио звучит цитата известного рок-исполнителя; «рок-концерт» — каждые выходные в субботу с 10:00 до 11:00 и с повтором в воскресенье с 20:00 до 21:00 в эфире звучит концертная запись с комментариями ведущего.
Блок новостей выходит в эфире радиостанции каждый час. Ведущей блока новостей является Ксения Владина.
В эфире радиостанции в основном звучат англоязычные композиции зарубежных исполнителей, треть эфира занимают украиноязычные песни.

## Города и частоты

### Действующие
- Киев — 103,6 FM
- Ахтырка — 100,2 FM
- Винница — 101,4 FM
- Днепр — 90,5 FM
- Житомир — 100,7 FM
- Запорожье — 100,8 FM
- Ивано-Франковск — 100,9 FM
- Каменец-Подольский — 92,9 FM
- Краматорск — 101,7 FM
- Кременчуг — 92,3 FM
- Кривой Рог — 104,3 FM
- Кропивницкий — 101,9 FM
- Львов — 89,1 FM
- Нежин — 96,2 FM
- Николаев — 100,8 FM
- Нововолынск — 106,8 FM
- Одесса — 90,2 FM
- Первомайск — 91,3 FM
- Полтава — 107,8 FM
- Сумы — 89,1 FM
- Тернополь — 103,5 FM
- Харьков — 89,3 FM
- Херсон — 107,6 FM
- Хмельницкий — 107,1 FM
- Черкассы — 102,4 FM
- Чернигов — 107,7 FM

### Вещание свёрнуто
- Тальное — 105,2 FM. Заменено на Украинское радио[9].
- Евпатория — 105,9 FM. Заменено на Авторадио[10];
- Симферополь — 91,9 FM. Заменено на Радио Максимум[10].
- Геническ — 105,3 FM. Частота закрыта.
- Донецк — 106,8 FM. Заменено на Радио Новороссия Rocks.
- Луганск — 100,4 FM. Частота закрыта.
- Горняк — 104,1 FM. Частота закрыта.
- Мариуполь — 104,6 FM. Заменено на Радио КП.